# HD 32450
HD 32450 (также известная как Глизе 185) — двойная звезда в южном созвездии Зайца. HD 32450 имеет видимую звёздную величину +8,317m, и, согласно шкале Бортля, не видна невооружённым глазом даже на идеально-тёмном небе (англ. Excellent dark-sky site).
Из измерений параллакса, полученных во время миссии Hipparcos, известно, что звезда удалена примерно на 75,6 св. лет (23,16 пк) от Земли. Звезда наблюдается южнее 69° с. ш., то есть видна южнее о. Лангёйа (Норвегия), южнее Кольского полуострова, Печорского моря, Карского моря, Обской губы, Восточно-Сибирского моря, моря Бофорта, то есть видна практически на всей территории обитаемой Земли, за исключением приполярных областей Арктики. Лучшее время для наблюдения — декабрь.
Средняя пространственная скорость HD 32450 имеет компоненты (U, V, W)=(19.9, 7.28, 1.12), что означает U=19,9 км/с (движется по направлению к галактическому центру), V=7,28 км/с (движется по направлению галактического вращения) и W=1,12 км/с (движется в направлении галактического северного полюса). Примерно через 350 000 лет, звезда приблизится к Солнцу на расстояние 14,8 св. лет, когда она будет светить с яркостью до +6,81m, то есть с яркостью, с которой сейчас светит звезда HD 53143 или как, например, HD 170657.
Галактическая орбита HD 23356 находится на расстоянии от 22 300 св. лет до 37 400 св. лет от центра Галактики.По небосводу звезда движется на юго-запад.
Обозначения компонентов как HD 32450 AB и AС вытекают из конвенции, используемой Вашингтонским каталогом визуально-двойных звёзд (WDS) для звёздных систем, и принятого Международным астрономическим союзом (МАС).

## Свойства двойной звезды
HD 32450 — это широкая пара звёзд: в телескоп видно, что это две звезды, блеск которых +8.66m и +10.60m. Обе звезды отдалены друг от друга на угловое расстояние в 1,062 ", что соответствует большой полуоси орбиты между компаньонами, по крайней мере, 10,385 а.е. и периоду обращения по крайней мере, 43,55 лет (для сравнения, радиус орбиты Сатурна равен 9,54 а.е. и период обращения равен 29,46 лет). У звезды довольно большой эксцентриситет, который равен 0,72. Таким образом, в процессе вращения друг вокруг друга звёзды, то сближаются на расстояние 2,91 а.е. (то есть, примерно, до орбиты астероида Полигимни (2,87 а.е.), то удаляются на расстояние 17,86 а.е. (то есть, примерно, до орбиты Урана (19,22 а.е.). Наклонение в системе не очень велико и составляет 60,7°, как это видится с Земли. Эпоха периастра, то есть год, когда звезды приблизились друг к другу на минимальное расстояние — 1997 год.
Если мы будем смотреть со стороны HD 32450 A на HD 32450 B, то мы увидим красную звёздочку, которая светит с яркостью от −18,3m до −14,4m, то есть с яркостью от 171,5 до 4,55 Лун в полнолуние в зависимости от положения звезды на орбите. Причём угловой размер звезды (в среднем) будет — 0,02° (в среднем), то есть в 25 раза меньше нашего Солнца. С другой стороны, если мы будем смотреть со стороны HD 32450 B на HD 32450 A, то мы увидим оранжевую звезду, которая светит с яркостью −20,27m до −16,33m, то есть с яркостью от 1024 до 27,17 Лун в полнолунии. Причём угловой размер звезды (в среднем) будет — 0,033°, то есть в 15,2 раз меньше нашего Солнца. Более точные параметры звёзд приведены в таблице:
| | В периастре (2,91 а.е.) | В периастре (2,91 а.е.)        | В периастре (2,91 а.е.) | В периастре (2,91 а.е.)        | В периастре (2,91 а.е.) | В апоастре (17,86 а.е.) | В апоастре (17,86 а.е.)        | В апоастре (17,86 а.е.) | В апоастре (17,86 а.е.)        | В апоастре (17,86 а.е.) |
| m | L☾                      | {\displaystyle L_{\bigodot }}% | D″                      | {\displaystyle D_{\bigodot }}% | m                       | L☾                      | {\displaystyle L_{\bigodot }}% | D″                      | {\displaystyle D_{\bigodot }}% |                         |
| --- | ----------------------- | ------------------------------ | ----------------------- | ------------------------------ | ----------------------- | ----------------------- | ------------------------------ | ----------------------- | ------------------------------ | ----------------------- |
| A→B | -18,3                   | 171,5                          | 0,043 %                 | 257                            | 14,3 %                  | -14,4                   | 4,55                           | 0,0011 %                | 41,9                           | 2,3 %                   |
| B→A | -20,27                  | 1024                           | 0,26 %                  | 422,6                          | 23,5 %                  | -16,33                  | 27,17                          | 0,007 %                 | 68,9                           | 3,8 %                   |
| - m — видимая звёздная величина; - L☾ — светимость, выраженная в светимостях Луны в полнолуние; - {\displaystyle L_{\bigodot }}% — светимость, выраженная в процентах от светимости Солнца; - D″ — угловой диаметр звезды выраженный в угловых секундах (угловой радиус Солнца — 3600″); - {\displaystyle D_{\bigodot }}% — диаметр звезды выраженный в процентах от диаметра Солнца; |                         |                                |                         |                                |                         |                         |                                |                         |                                |                         |

Звезды, имеющие планеты, имеют тенденцию иметь большую металличность по сравнению Солнцем, но HD 32450 имеет значение металличности почти на половину меньше, чем на Солнце: содержание железа в ней относительно водорода составляет 45,7 %, что позволяет предположить, что звезда пришла из других областей Галактики, где было меньше металлов, и рождено в молекулярном облаке благодаря менее плотному звёздному населению и меньшему количеству сверхновых звёзд.

### Свойства компонента A
HD 32450 A — карлик, имеющая массу 0,59 {\displaystyle M_{\bigodot }}. Больше о звезде ничего неизвестно, однако, из теории звёздной эволюции известно, что звёзды подобной массы должны быть оранжевыми карликами спектрального класса K7V, что указывает на то, что водород в ядре звезды ещё служит ядерным «топливом», то есть звезда находится на главной последовательности. Звезда, в таком случае, будет излучать энергию со своей внешней атмосферы при эффективной температуре около 4060 К, что будет придавать ей характерный оранжевый цвет звезды спектрального класса K.
В связи с небольшим расстоянием до звезды её радиус может быть измерен непосредственно, и первая такая попытка была сделана в 1969 году. Угловой размер звезды тогда был оценён в 0,68 mas. Абсолютный радиус звезды был оценён 1977 году в 0,63 {\displaystyle R_{\bigodot }}, что очень хорошо согласуется с радиусом звезды её спектрального класса. Светимость для звезды спектрального класса K7, должна составлять 0,042 {\displaystyle L_{\bigodot }}. Для того, чтобы планета, аналогичная нашей Земле, получала примерно столько же энергии, сколько она получает от Солнца, её надо было бы поместить на расстоянии 0,32 а.е., то есть примерно на орбиту Меркурия, чей радиус орбиты составляет 0,39 а.е. Причём с такого расстояния HD 32450 A выглядела бы вдвое больше нашего Солнца, каким мы его видим с Земли — 1,05° (угловой диаметр нашего Солнца — 0,5°).
Скорость вращения у HD 32450 A почти в три раза больше солнечной и равна 5,4 км/с, что даёт период вращения звезды — 6,1 дня. К сожалению, не известен текущий возраст системы, но известно, что звёзды с массой живут на главной последовательности порядка 43,8 млрд. лет.

### Свойства компонента B
HD 32450 B — карлик, имеющая массу 0,37 {\displaystyle M_{\bigodot }}. Больше о звезде ничего неизвестно, однако, из теории звёздной эволюции известно, что звёзды подобной массы должны быть красными карликами спектрального класса M3V, что указывает на то, что водород в ядре звезды ещё служит ядерным «топливом», то есть звезда находится на главной последовательности. Звезда, в таком случае, будет излучать энергию со своей внешней атмосферы при эффективной температуре около 3250 К, что будет придавать ей характерный красноватый цвет звезды спектрального класса M.
В связи с небольшим расстоянием до звезды её радиус может быть измерен непосредственно, и первая такая попытка была сделана в 1977 году. Абсолютный радиус звезды был оценён в 0,39 {\displaystyle R_{\bigodot }}, что очень хорошо согласуется с радиусом звезды её спектрального класса. Светимость для звезды спектрального класса K7, должна составлять 0,015 {\displaystyle L_{\bigodot }}. Для того, чтобы планета, аналогичная нашей Земле, получала примерно столько же энергии, сколько она получает от Солнца, её надо было бы поместить на расстоянии 0,12 а.е.. Причём с такого расстояния HD 32450 B выглядела бы более чем втрое больше нашего Солнца, каким мы его видим с Земли — 1,7° (угловой диаметр нашего Солнца — 0,5°).

## История изучения кратности звезды
В 1929 году американский астроном, работавший в Южноафриканской астрономической обсерватории Х. Ф. Доннер англ. Donner, H. F., открыл, что HD 32450 является, как минимум двойной звездой, то есть открыл компоненты AB и звёзды вошли в каталоги как DON 91. Затем в 1964 году Ф. Холденом англ. Holden, F. было определено, что звезда является трёхкратной, то есть был открыл компонент AC и звезда вошла в каталоги как HLN 8. Согласно Вашингтонскому каталогу визуально-двойных звёзд, параметры этих компонентов приведены в таблице:
| Компонент | Год  | Количество измерений | Позиционный угол | Угловое расстояние | Видимая звёздная величина компонента I | Видимая звёздная величина компонента II |
| AB        | 1929 | 35                   | 346°             | 0.5″               | 8.66m                                  | 10.60m                                  |
| AB        | 2018 | 35                   | 354°             | 0.9″               | 8.66m                                  | 10.60m                                  |
| AC        | 1964 | 4                    | 29°              | 10.4″              | 8.66m                                  | 11.20m                                  |
| AC        | 2015 | 4                    | 28°              | 32.00″             | 8.66m                                  | 11.20m                                  |

Обобщая все сведения о звезде, можно сказать, что у звезды HD 32450 есть спутник (компонент AB), звезда 11-й величины, находящийся на очень малом угловом расстоянии, которое он изменил, двигаясь по эллиптической орбите, в течение последних почти 100 лет и он, несомненно, настоящий компаньон.
Рядом находится, звезда 11-й величины (компонент AC), находящаяся на угловом расстоянии 32 секунд дуги у которой известен каталожный номер — UCAC2 23288972. У звезды известен параллакс, и судя по нему звезда находится на расстоянии порядка 2650 св. лет, и соответственно она в систему HD 32450 не входит, являясь просто фоновой звездой, лежащей на линии прямой видимости.

## Ближайшее окружение звезды
Следующие звёздные системы находятся на расстоянии в пределах 20 световых лет от звезды HD 32450 (включены только: самая близкая звезда, самые яркие (<6,5m) и примечательные звёзды). Их спектральные классы приведены на фоне цвета этих классов (эти цвета взяты из названий спектральных типов и не соответствуют наблюдаемым цветам звёзд):
| Звезда          | Спектральный класс | Расстояние, св. лет |
| Гамма Зайца     | F6V                | 5.09                |
| Дельта Эридана  | K0IV               | 11.17               |
| GJ 3323         | M4,0V              | 11.38               |
| HD 36395        | M1,5V              | 11.87               |
| 40 Эридана      | K1eV               | 13.11               |
| Пи³ Ориона      | F6V                | 13.32               |
| G 99-47         | DAP8.9             | 13.79               |
| 82 Эридана      | G8V                | 14.72               |
| Глизе 250       | K3 V               | 15.06               |
| 58 Эридана      | G1,5VH-05          | 16.00               |
| Глизе 213       | M4.0Vn             | 16.38               |
| Звезда Каптейна | sdM1               | 16.91               |
| Каппа¹ Кита     | G5Vv               | 17.58               |
| HD 17925        | K1V                | 18.03               |
| Эпсилон Эридана | K2V                | 18.75               |

Рядом со звездой, на расстоянии 20 световых лет, есть ещё 25 красных, оранжевых карликов и жёлтых карликов спектрального класса G, K и M, а также 5 белых карликов, которые в список не попали.